# スタン・ラザリディス
スタンリー・"スタン"・ラザリディス（Stanley "Stan" Lazaridis, 1972年8月16日 - ）は、オーストラリア・西オーストラリア州パース出身でギリシャ系の元サッカー選手。元オーストラリア代表。ポジションはMF（左ウィンガー）。左サイドバックもこなす。

## 経歴
ウェスト・アデレードSCでの活躍から当時監督だったハリー・レドナップの希望でウェストハム・ユナイテッドFCへ移籍。その後11年にわたってイングランドでプレーした。オーストラリア代表では60試合に出場し、2006 FIFAワールドカップのメンバーにも選ばれた。
2006年10月7日の親善試合・パラグアイ戦でジェリコ・カラッツ、トニー・ヴィドマー、トニー・ポポヴィッチと共に代表から引退した。
2007年8月27日、2006年11月に行われた薬物検査で禁止薬物であるフィナステリドの陽性反応が出たため、ラザリディスに1年の出場停止処分が下されたとオーストラリアサッカー連盟が発表した。（ラザリディスは脱毛症の改善のため増毛剤を使用していた）。
その後この処分の影響もあり、地元のパース・グローリーFCでのプレーを最後に現役引退した。

## 所属クラブ
- 1991-1992  フロリート・アテナ
- 1992–1995  ウェスト・アデレードSC
- 1995-1999  ウェストハム・ユナイテッドFC
- 1999-2006  バーミンガム・シティFC
- 2006–2008  パース・グローリーFC

## 代表歴
- U-17 オーストラリア
- シドニーオリンピック・オーストラリア代表 （グループリーグ敗退）
- オーストラリア代表
  - 1993年4月15日 - A代表初出場 - クウェート代表戦
  - 2001年 コンフェデレーションズカップ （3位）
  - 2006年 ワールドカップ （ベスト16）

### 試合数
- 国際Aマッチ 60試合 1得点（1993年-2006年）[2]

| オーストラリア代表 | 国際Aマッチ | 国際Aマッチ |
| 年                 | 出場        | 得点        |
| ------------------ | ----------- | ----------- |
| 1993               | 3           | 0           |
| 1994               | 4           | 0           |
| 1995               | 6           | 0           |
| 1996               | 0           | 0           |
| 1997               | 13          | 0           |
| 1998               | 0           | 0           |
| 1999               | 0           | 0           |
| 2000               | 9           | 1           |
| 2001               | 9           | 0           |
| 2002               | 0           | 0           |
| 2003               | 2           | 0           |
| 2004               | 8           | 0           |
| 2005               | 3           | 0           |
| 2006               | 3           | 0           |
| 通算               | 60          | 1           |